# Schule Mendelssohnstraße

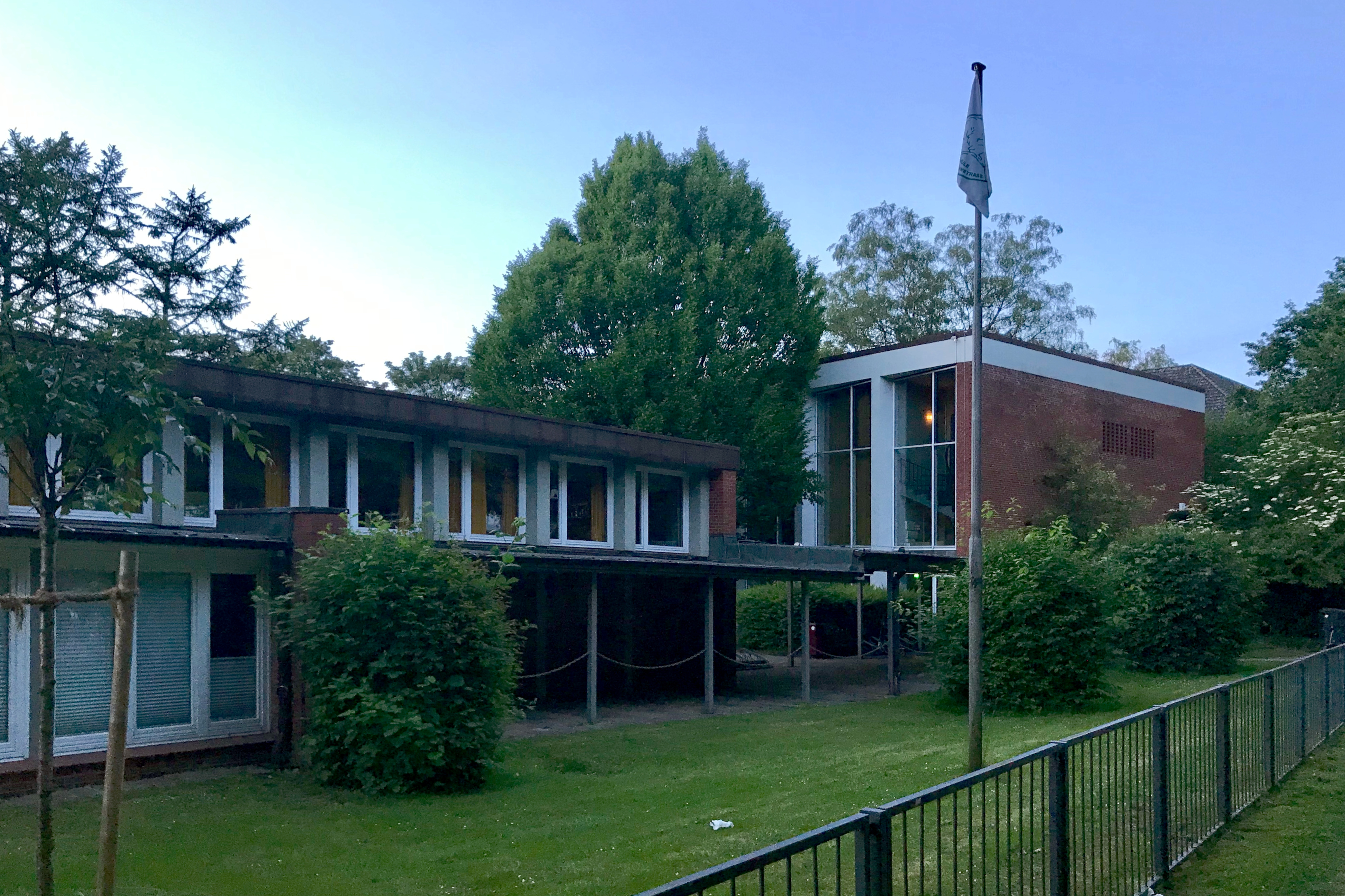
Verwaltung und Aula (von links nach rechts)

Die Schule Mendelssohnstraße ist eine staatliche Grundschule im Hamburger Stadtteil Bahrenfeld. Die Schulgebäude wurden von 1953 bis 1965 nach Entwürfen von Paul Seitz im Auftrag des Hamburger Hochbauamtes errichtet. Mit ihren Pavillonbauten in aufgelockerter Bauweise und der prototypischen Verwendung von Serienbauten war die Schule Mendelssohnstraße wegweisend für den Schulbau der Nachkriegszeit in Hamburg. Das Bauensemble steht unter Denkmalschutz.

## Lage und Architektur
Das Schulgelände befindet sich im Viereck von Friedensallee im Westen, Von-Sauer-Straße (B 431) im Norden und Bahrenfelder Kirchenweg im Osten. Südlich wird das Gelände durch die namensgebende Mendelssohnstraße begrenzt. Von der vielbefahrenen Von-Sauer-Straße ist das Schulgelände durch deren Randbebauung abgeschirmt, nur im Süden und Westen grenzt das Gelände direkt an Straßen an. Das Schulgelände ist etwa 28.000 m² groß und im Innern des Karrees entsprechend unterschiedlich tiefer Grundstücksgrenzen unregelmäßig geformt. Die Anschrift lautet Mendelssohnstraße 86. 
Die Schule ist in ein- bis zweistöckigen Gebäuden untergebracht, die zum Teil durch Laubengänge miteinander verbunden sind. Zu den Gebäuden der Schule zählen Pavillons, eine Aula und eine Ein-Feld-Sporthalle. Auf dem Schulgelände befindet sich ein kleines Hallenbad mit Lehrschwimmbecken. 1961 kaufte die Baubehörde im Rahmen des Programms Kunst am Bau die Skulptur „Bronzeblätterbaum“ von Werner Michaelis an, welche im Schulgarten aufgestellt wurde.
Das Ensemble mit seinen Schulpavillons und dem Fachraumtrakt, dem Eingangsbauwerk, der Turnhalle, mit Aula, Schwimmbad und verbindenden Laubengängen steht samt künstlerischer Ausstattung unter Denkmalschutz.

## Bau- und Nutzungsgeschichte
1949 gilt als offizielles Gründungsjahr der Schule, zunächst fand der Unterricht jedoch in provisorischen Schulräumen statt. Die neuen Schulgebäude an der Mendelssohnstraße wurden ab 1953 in mehreren Bauabschnitten errichtet, der erste Abschnitt war 1954 fertig. 1956 folgten Turnhalle und Fachraumtrakt. So waren bis 1957 zwanzig Klassenräume, die Turnhalle, der Verwaltungstrakt und die Hausmeisterwohnung fertiggestellt. 1961 wurde der dritte Bauabschnitt begonnen, 1962 war die Aula fertig und 1965 das Schwimmbad. 1965 fand eine Feier zum offiziellen Bauabschluss statt. Die Schule Mendelssohnstraße wurde zunächst als Volksschule, später als Grund- und Hauptschule betrieben. Ab 1985 lief die Hauptschule aus, 1989 war die Schule eine reine Grundschule, insofern brachte die Hamburger Schulreform 2010 keine Änderung.
Bis 2008 wurde das Lehrschwimmbecken vom Hamburger Turnerbund von 1862 betrieben, der ob der hohen Kosten des Schwimmbetriebs an acht Standorten in die Insolvenz ging. Das Lehrschwimmbecken an der Mendelssohnstraße wurde 2009 zusammen mit dem Grundstück unentgeltlich an eine Betreibergesellschaft des Hamburger Sportbunds übertragen. Ob der hohen Versorgungskosten war eine energetische Grundsanierung nötig. 2012/2013 wurde eine Fläche von 371 m² für die ganztägige Bildung und Betreuung umgebaut (Mensa). 2015 wurde die Turnhalle saniert.
Im Schulentwicklungsplan 2019 der Hamburger Schulbehörde wird für die Schule als Ist-Zustand (2017/2018) auf Basis des Raumangebots die 4-Zügigkeit konstatiert, also 16 Klassen. Als Entwicklungsziel wurde die durchgängige 5-Zügigkeit festgelegt, also 20 Klassen. Um dafür das nötige Raumangebot zu schaffen, führte die Schulbau Hamburg 2019 einen Architekturwettbewerb für einen Zubau durch. Geplant ist der Abriss der Pausenhalle, der Zubau soll etwa 1.236 m² NGF betragen. Die neuen Gebäude sollen Unterrichtsräume und eine Gymnastikhalle aufnehmen. Die Gymnastikhalle soll bis zu einer Tiefe von knapp drei Metern im Gelände eingegraben werden.

## Rezeption
Die zeitgenössische Presse stand dem Schulbau mit vorgefertigten Pavillons kritisch gegenüber und bemängelte das nicht ansprechende äußere Bild. Trotz des Charakters als Behelfsbau seien diese Gebäude pro Klassenzimmer ebenso teuer wie herkömmliche Schulen und würden entsprechend auch auf lange Sicht genutzt werden. Die Schule Mendelssohnstraße sei hingegen ein Musterexemplar der „von Grund auf neuen Schulen – sehr schön, sehr achtsam und modern, nach internationalen Richtlinien“ und „wie hingetupft in einen sehr großräumigen Park“. 1956 nutzten Schulsenator Wenke, Oberschulrat Dressel und Baudirektor Seitz die Schule Mendelssohnstraße als Kulisse, um den zweiten Dreijahresplan für den Schulbau in Hamburg vorzustellen.
In der Fachpresse wurde die Schule wiederholt vorgestellt, unter anderem in der Bauwelt (1955) und in der Deutschen Bauzeitung (1957). In zeitgenössischen Büchern und Bildbänden zu moderner Architektur war die Schule Mendelssohnstraße regelmäßig enthalten, unter anderem im Handbuch moderner Architektur (1957), im Hamburger Architekturführer von Max Grantz (1957), und in der BDA-Publikation zum „Planen und Bauen im neuen Deutschland“ (1960) Paul Seitz verfasste 1961 zusammen mit Oberschulrat Wilhelm Dressel ein Buch über beispielhafter Hamburger Schulbauten, in der die Schule Mendelssohnstraße ausführlich präsentiert wurde. In der Reihe „Hamburg und seine Bauten“ des AIV Hamburg wurde 1969 die Serien-Lehrschwimmhalle der Schule Mendelssohnstraße vorgestellt.
Mit größerem zeitlichen Abstand stellte Ralf Lange 1995 vor allem auf die Vorläuferfunktion für die Verwendung von Serienentwürfen und Fertigteilen im Hamburger Schulbau ab.